# Highfield Road
Highfield Road je dnes již zaniklý fotbalový stadion, který se nacházel v anglickém Coventry. Stadion byl po celou dobu jeho existence domovem ligového klubu Coventry City FC. Stadion měl v posledních letech maximální kapacitu 23 489 sedících diváků.
Stadion byl postaven v roce 1899 ve čtvrti Hillfields, která je v blízkosti centru města. Poslední utkání bylo na stadionu sehráno 30. dubna 2005 v soutěžím utkání Football League Championship (2. nejvyšší soutěž), ve kterém domácí Coventry zvítězilo nad Derby County poměrem 6:2. Poslední gól vstřelil Angličan Andrew Whing, odchovanec Coventry City. Poslední událost, která na stadionu proběhla, byl koncert Eltona Johna. Samotný klub se pak přestěhoval na modernější stadion Ricoh Arena, ležící ve čtvrti Foleshill na severu města.
Nejvyšší návštěva byla na stadionu zaznamenána v roce 1967 v soutěžím utkání Football League Second Division (tehdejší 2. nejvyšší soutěž), kdy zápas proti Wolverhamptonu Wanderers navštívilo 51 455 diváků.